# مايهيكو
مايهيكو (بالصينية: 梅河口市 )‏ هي مدينة على مستوى مقاطعة، ومدينة على مستوى محافظة فرعية، في جمهورية الصين الشعبية، تتبع تونغهوا، تبلغ مساحتها 2,174.6 كيلومتر مربع، رمزها البريدي هو 135000.

## المناخ
يظهر الجدول التالي التغييرات المناخية على مدار السنة لمايهيكو:
| البيانات المناخية لـمايهيكو        | البيانات المناخية لـمايهيكو | البيانات المناخية لـمايهيكو | البيانات المناخية لـمايهيكو | البيانات المناخية لـمايهيكو | البيانات المناخية لـمايهيكو | البيانات المناخية لـمايهيكو | البيانات المناخية لـمايهيكو | البيانات المناخية لـمايهيكو | البيانات المناخية لـمايهيكو | البيانات المناخية لـمايهيكو | البيانات المناخية لـمايهيكو | البيانات المناخية لـمايهيكو | البيانات المناخية لـمايهيكو |
| الشهر                              | يناير                       | فبراير                      | مارس                        | أبريل                       | مايو                        | يونيو                       | يوليو                       | أغسطس                       | سبتمبر                      | أكتوبر                      | نوفمبر                      | ديسمبر                      | المعدل السنوي               |
| ---------------------------------- | --------------------------- | --------------------------- | --------------------------- | --------------------------- | --------------------------- | --------------------------- | --------------------------- | --------------------------- | --------------------------- | --------------------------- | --------------------------- | --------------------------- | --------------------------- |
| متوسط درجة الحرارة الكبرى °م (°ف)  | −8.3 (17.1)                 | −4.1 (24.6)                 | 3.8 (38.8)                  | 14.3 (57.7)                 | 21.0 (69.8)                 | 25.3 (77.5)                 | 27.5 (81.5)                 | 26.5 (79.7)                 | 21.4 (70.5)                 | 13.6 (56.5)                 | 3.0 (37.4)                  | −5.2 (22.6)                 | 11.6 (52.8)                 |
| متوسط درجة الحرارة الصغرى °م (°ف)  | −21.3 (−6.3)                | −17.3 (0.9)                 | −7.4 (18.7)                 | 1.3 (34.3)                  | 8.3 (46.9)                  | 14.6 (58.3)                 | 18.4 (65.1)                 | 16.8 (62.2)                 | 9.0 (48.2)                  | 1.1 (34.0)                  | −7.8 (18.0)                 | −16.8 (1.8)                 | −0.1 (31.8)                 |
| الهطول مم (إنش)                    | 5.8 (0.23)                  | 6.6 (0.26)                  | 14.7 (0.58)                 | 37.7 (1.48)                 | 59.5 (2.34)                 | 103.1 (4.06)                | 181.4 (7.14)                | 141.9 (5.59)                | 64.2 (2.53)                 | 40.5 (1.59)                 | 19.1 (0.75)                 | 7.9 (0.31)                  | 682.4 (26.86)               |
| متوسط أيام هطول الأمطار (≥ 0.1 mm) | 6.0                         | 5.8                         | 6.5                         | 8.8                         | 12.0                        | 14.8                        | 16.4                        | 14.3                        | 10.1                        | 8.3                         | 7.4                         | 6.3                         | 116.7                       |
| المصدر: Weather China              |                             |                             |                             |                             |                             |                             |                             |                             |                             |                             |                             |                             |                             |

## التقسيمات الإدارية
- Shancheng  [لغات أخرى]‏
- Xingling  [لغات أخرى]‏
- Wanlong  [لغات أخرى]‏
- Shuangxing  [لغات أخرى]‏
- Xinghua, Meihekou [الإنجليزية]‏.